# ベイブ (映画)
『ベイブ』（Babe）は、1995年製作のアメリカ合衆国の映画。イギリスの児童文学作家ディック・キング＝スミス (Dick King-Smith)が1983年に出版した児童文学『The Sheep-Pig』の映画化作品。農場にもらわれてきた小豚のベイブが牧羊犬ならぬ牧羊豚になるべく奮闘するアニマルコメディ。
第68回アカデミー賞で作品賞、監督賞など7部門でノミネート。CGやアニマトロニクスなどの特殊効果が評価され、アカデミー視覚効果賞を受賞した。1998年に続編『ベイブ/都会へ行く』が製作された。

## あらすじ
子豚のベイブは、ある近代的な養豚場で生まれた平均的な子豚だった。彼は幼い頃に母親から引き離され、とある農村で行われたカンティ・フェアの「子豚の体重当てコンテスト」の景品として、無口で実直な老農場主アーサー・ホゲットに貰われる。農場には、大勢の羊たちや、かつて牧羊犬コンテスト直前に、豪雨の中で取り残された羊を助けようとして体を壊してしまい捻くれてしまった牧羊犬のレックス、そのパートナーで情の深い牧羊犬フライ、アヒルでやかまし屋のフェルディナンド、意地悪で自分本位な猫のダッチェスなど様々な動物が生活していた。
当初アーサーは子豚であるベイブを農場で飼い始め、やがては丸々と太らせたらソーセージやベーコンなどにして美味しく食べることを考えていた。一方のベイブはその思惑など知らず、母親から引き離された寂しさを募らせていた。そんなベイブを哀れに思ったフライは「ここに慣れるまで」と、自分の子供と同じようにベイブの面倒をみる。いつしかベイブもフライを「ママ」と呼ぶようになり、フライに付いて回るうちに牧羊犬の仕事に興味を持ち始めフライの真似を始める。
ある朝アーサーは、ベイブが鶏を色別に整列させているところを目撃する。最初は子豚の珍妙な行動に呆気にとられたアーサーだったが、家畜泥棒の難を知らせに走ったベイブに一目を置き、ベイブを本気で史上初の「牧羊豚」として教育し始める。牧羊犬としてのプライドが高いレックスはベイブに辛くあたるが、この珍妙な子豚に興味を覚えた老羊のメーはベイブに「羊に対して礼儀正しく接すれば、きっと応えてくれる」とアドバイスする。
そのメーが野犬に襲われ亡くなった。異変に気付き野犬を追い払ったベイブだったが、メーの血が付いたベイブを見たアーサーに犯人と間違われ射殺されそうになる。ベイブが犯人と思えないフライは初めて羊たちとまともに会話して事の真相を聞き出し、アーサーに教えようと走る。間一髪ベイブを救ったのはフライの声と「野犬多発注意」を促す電話だった。「最近、夫の様子がおかしい」とアーサーに違和感を覚えるホゲット夫人は、それでもたった3日の留守だからと婦人会のイベントに出掛けてしまう。アーサーはその間に行われる牧羊犬コンテストにベイブを出場させようとしていた。
牧羊犬コンテスト前夜、ダチェスから「ご主人は食用としてあなたを飼っている」と聞かされたベイブはショックを受け家出してしまう。翌朝、ベイブがいないことに気付いたフライは、レックス、アーサーと共にベイブを捜索。発見されたベイブは林の隅で震えていた。熱を出し、食欲もない。それまでベイブを敵視していたレックスが「ご主人のためだ、頑張れ」とこっそり励ます。アーサーも必死に看病し、その甲斐あって大会に出場できるまでに体力が回復し、順番を最後に回してもらって会場に向かう。
会場に着いてコンテストの羊たちと対面したベイブは見慣れない黒い顔の羊に驚く。緊張しつつも懸命に話しかけるが、羊たちは相手にしない。心配になったフライに、レックスは「俺に任せろ」とどこかへ走り出す。出番直前になって、一緒に出場するのが犬ではなく豚だと大会関係者に知れたアーサーは関係者室に呼び出される。関係者らは「牧羊犬ならぬ牧羊豚」を出場させるべきかどうか、そもそも出場申請自体が冗談ではないかという好奇の目でアーサーをみた。それは長年コンテストに携わり信頼を築いてきたアーサーに対する失望の目でもあった。
そんな中レックスはアーサーの牧場の羊たちの元へ向かっていた。羊たちは、本来なら羊一族の間でしか伝えられていない秘密の呪文を、メーの友情に免じてベイブに教えようとレックスに託す。大会関係者は「豚の出場を禁止する規定はない」として渋々アーサーの出場を認めるが、観客は豚を連れたアーサーを見て笑い出す。アーサーは観客に構わずベイブに競技を始めるように指示し、ベイブはレックスから教えてもらった呪文を使い羊たちを誘導する。観客は総立ちとなってアーサーとベイブに喝采を送り、審査委員は全員一致で満点を出す。優勝したアーサーはベイブに「よくやった」と言葉をかける。

## 登場する動物
ベイブ
演：クリスティーン・カヴァナー
本作の主人公であり、子豚。とある近代的な養豚場で産まれ、母豚や兄弟達が食用とされることは知らぬままに、イベントで催される「子豚の体重当てコンテスト」の賞品として引き取られる。その後、体重を的中させたアーサー・ホゲットの手に渡り、ホゲット家の農場で飼育される。
やや間の抜けた性格だが、穏やかで心優しく、羊たちからも可愛がられ慕われている。当初は食用にされる予定で飼育されていたが、牧羊犬ならぬ「牧羊豚」としての才能をアーサーに見出され、その期待に応えていく。
フライ
演：ミリアム・マーゴリーズ
ホゲット家で牧羊犬として飼われているメスのボーダー・コリー。情け深い性格であり、引き取られてきたベイブにも当初から優しく接する。子供達が他の牧場へと引き取られ消沈していたところ、ベイブから「ママ」と呼ばれ、その後は母子のような関係になる。
牧羊豚としてベイブに期待をかけるアーサーの考えを理解し、ベイブに牧羊犬としての振る舞い方や羊たちとの接し方を積極的に教える。ベイブの活躍に気を良くしなかったレックスを宥めた他、ベイブの冤罪を解くため羊たちに協力を仰いだ。
レックス
演：ヒューゴ・ウィーヴィング
オスのボーダー・コリーであり、フライと同じくホゲット家で飼われている牧羊犬。アーサー家で飼育される動物たちのリーダー的な存在であり、ルールや仕来りに厳しい保守派である。そのため、本来は食用家畜であるベイブに対して厳しく接し、また牧羊犬として代々活躍してきた自らの血統には強い誇りを持っている。
そのため、ベイブが牧羊豚として活躍した際には憤慨し、フライと取っ組み合いになった末、止めに入ったアーサーに誤って手傷を負わせてしまう。
フェルディナンド
演：ダニー・マン
ホゲット家で飼育される白いアヒル。アヒルが食用に飼育されている事実を認識している。別の役割を得て生き長らえるために、雄鶏よりも早く屋根に上り鳴き声をあげ、アーサー家に朝を告げていたが、目覚まし時計が購入されたことをキッカケに農場からの脱走を図る。
ベイブの代わりに「ロザンナ」という仲間のアヒルがホゲット家のクリスマスの食卓に上った際にはとてもショックを受けていた。
メー
演：ミリアム・フリン
ホゲット家で飼育される老いたメスの羊。レスター種である。犬を「オオカミ」と忌み嫌っており、ベイブにはフライとの関係を絶つよう説く。優しい子豚とベイブを可愛がり、他の羊たちにも話していた。牧羊豚として、ベイブが羊たちに横暴な振る舞いをみせた際は咎め、牧羊犬のような乱暴な誘導ではなく、説得による誘導方法を教える。

## 登場人物
アーサー・ホゲット
演 - ジェームズ・クロムウェル
牧場を営んでいる男性。実直な性格で厳しい経営状態ながらも数多くの動物たちを飼い生計を立てている。ひょんな事からベイブの飼い主となる。
エズメ・ホゲット
演 - マグダ・ズバンスキー
アーサーの妻。明るい性格で夫とは仲睦まじい。
ホゲット夫妻の娘婿
演 - ポール・ゴダード （英語版）
ホゲットが営む牧場の帳簿を見た際に赤字が多い事に気付き、ホゲットに「このまま牧場経営を続ける事は厳しい」と指摘する。
ホゲット夫妻の娘
結婚後は都市部で夫と2人の子供（息子と娘）と暮らしている。クリスマスに家族でホゲット家に帰省した際、両親にファクシミリをプレゼントした。
ホゲット夫妻の孫
ぽっちゃり体型の男の子。
ホゲット夫妻の孫娘
少々ワガママな所があり、祖父母であるホゲット夫妻がおもちゃをプレゼントするが、彼女が欲しかった物とは違ったらしく「いらない」と泣き出してホゲット夫妻と両親を困らせた。

## キャスト
| 役名                       | 俳優                        | 日本語吹き替え | 日本語吹き替え | 日本語吹き替え |
| 役名                       | 俳優                        | ソフト版 | 日本テレビ版 | NHK版 |
| -------------------------- | --------------------------- | --- | --- | --- |
| ベイブ（子豚）             | クリスティーン・カヴァナー  | 田中真弓 | 山田千晴 | くまいもとこ |
| アーサー・ホゲット         | ジェームズ・クロムウェル    | 内田稔 | 犬塚弘 | 辻萬長 |
| エズメ・ホゲット           | マグダ・ズバンスキー        | 山本与志恵 | 野沢雅子 | 松岡洋子 |
| ホゲット夫妻の娘婿         | ポール・ゴダード （英語版） | | | |
| フライ（メスの牧羊犬）     | ミリアム・マーゴリーズ      | 此島愛子 | 野沢由香里 | 高島雅羅 |
| レックス（オスの牧羊犬）   | ヒューゴ・ウィーヴィング    | 坂口芳貞 | 若松武史 | 中村秀利 |
| フェルディナンド（アヒル） | ダニー・マン                | 清水明彦 | 江原正士 | 中尾隆聖 |
| メー（老羊）               | ミリアム・フリン            | 杉山とく子 | 沢田敏子 | 小宮和枝 |
| ダッチェス（猫）           | ルーシー・テイラー          | 井上瑤 | 向井真理子 | 向井真理子 |
| ナレーター                 | ロスコー・リー・ブラウン    | 橋爪功 | 土師孝也 | 小倉久寛 |
| 役不明又はその他           |                             | 茶風林 水野龍司 石波義人 家中宏 湯屋敦子 大木民夫 仲野裕 中庸助 藤城裕士 青木和代 竹口安芸子 佐藤しのぶ 巴菁子 川田妙子 遠藤勝代 岡村明美 吉田古奈美 麻丘夏未 戸田亜紀子 小野英昭 | 岩崎ひろし 大山高男 磯辺万沙子 片岡富枝 石波義人 村松康雄 横堀悦夫 紗ゆり 大谷育江 定岡小百合 斎藤志郎 津田真澄 梅田貴公美 増田ゆき 幸田夏穂 水間真紀 浜田賢二 高橋哲也 佐々木謙 | 小杉十郎太 大川透 小山武宏 定岡小百合 さとうあい 浅井清己 斎藤恵理 遠藤綾 前田ゆきえ 込山順子 平田絵里子 深水由美 中村千絵 川村拓央 西凜太朗 青山穣 石住昭彦 後藤哲夫 長克巳 梅津秀行 根本泰彦 |

- 日本テレビ版 - 初放送1999年3月19日 『金曜ロードショー』
- NHK版 - 初放送2005年1月4日『衛星映画劇場』

## 製作

### 企画
製作には7年の歳月を要し、オーストラリアのニューサウスウェールズ州ロバートソンで撮影が行われた。
ジェームズ・クロムウェルによると、監督のクリス・ヌーナンとプロデューサーのジョージ・ミラーとの間には確執があったという。ヌーナンは「ミラーはクレジットから私を外そうとしていた。それは私にとって非常に恐ろしいことだった」と述べ、一方のミラーも「ヌーナンの発言は真実ではなく、名誉棄損だ」と反論している。

### 音楽
音楽はナイジェル・ウェストレイクが担当し、メルボルン交響楽団が演奏した。本作には19世紀のフランスの作曲家による古典的なオーケストラ音楽が使用されているが、ウェストレイクによりアレンジが施されている。終盤でホゲットが歌った曲には1977年のヒット曲「If I Had Words」が用いられている。この曲はサン＝サーンス作曲の交響曲第3番「オルガン付き」の第2部の主題に歌詞をつけたものである。この曲は映画の他の場面でも使用されている。

## 評価
Rotten Tomatoesでは97%の支持を得ている。2006年には「感動の映画ベスト100」で80位に選ばれている。
第68回アカデミー賞ではアカデミー視覚効果賞を受賞し、アカデミー作品賞、アカデミー監督賞、アカデミー脚色賞、アカデミー助演男優賞、アカデミー美術賞、アカデミー編集賞にノミネートされた。第53回ゴールデングローブ賞では作品賞を受賞し、第23回サターン賞ではサターンファンタジー映画賞を受賞、サターン脚本賞にノミネートされた。

## 影響
アメリカで上映された際には、全国の活動家が豚の屠殺の悲惨さを訴えるビラを配っている。本作は若者の間で菜食主義の形成に影響を与え、動物の知的・情緒的・社会的存在について意識させた。また、クロムウェルは出演をきっかけに厳格なヴィーガンとなった。
本作は豚を主人公としていたためマレーシアでは上映禁止となり裁判になったが、1年後にビデオリリースされた。